# لعريك (فم واد درعة)
لعريك هو دُوَّار يقع بجماعة ابن خليل، إقليم طانطان، جهة كلميم واد نون في المملكة المغربية. ينتمي الدوّار لمشيخة فم واد درعة التي تضم 3 دواوير. يقدر عدد سكانه بـ 7 نسمة حسب الإحصاء الرسمي للسكان والسكنى لسنة 2004.

## روابط خارجية
- البوابة الوطنية للجماعات الترابية نسخة محفوظة 12 مارس 2018 على موقع واي باك مشين.
- المندوبية السامية للتخطيط